# Egon von Schmettow
Egon comte von Schmettow (né le 31 août 1856 à Pommerzig et mort le 4 août 1942 à Oberwolmsdorf près de Bolkenhain) est un général de cavalerie allemand.

## Biographie

### Origine
Comme son cousin Eberhard, Egon est issu de la noble famille silésienne von Schmettow. Les parents d'Egon von Schmettow sont le comte Bernhard Gottfried Emil von Schmettow (1818–1889), fils du député de la chambre des seigneurs de Prusse du même nom, et Marie Charlotte née von Raumer (1820–1886).

### Carrière militaire

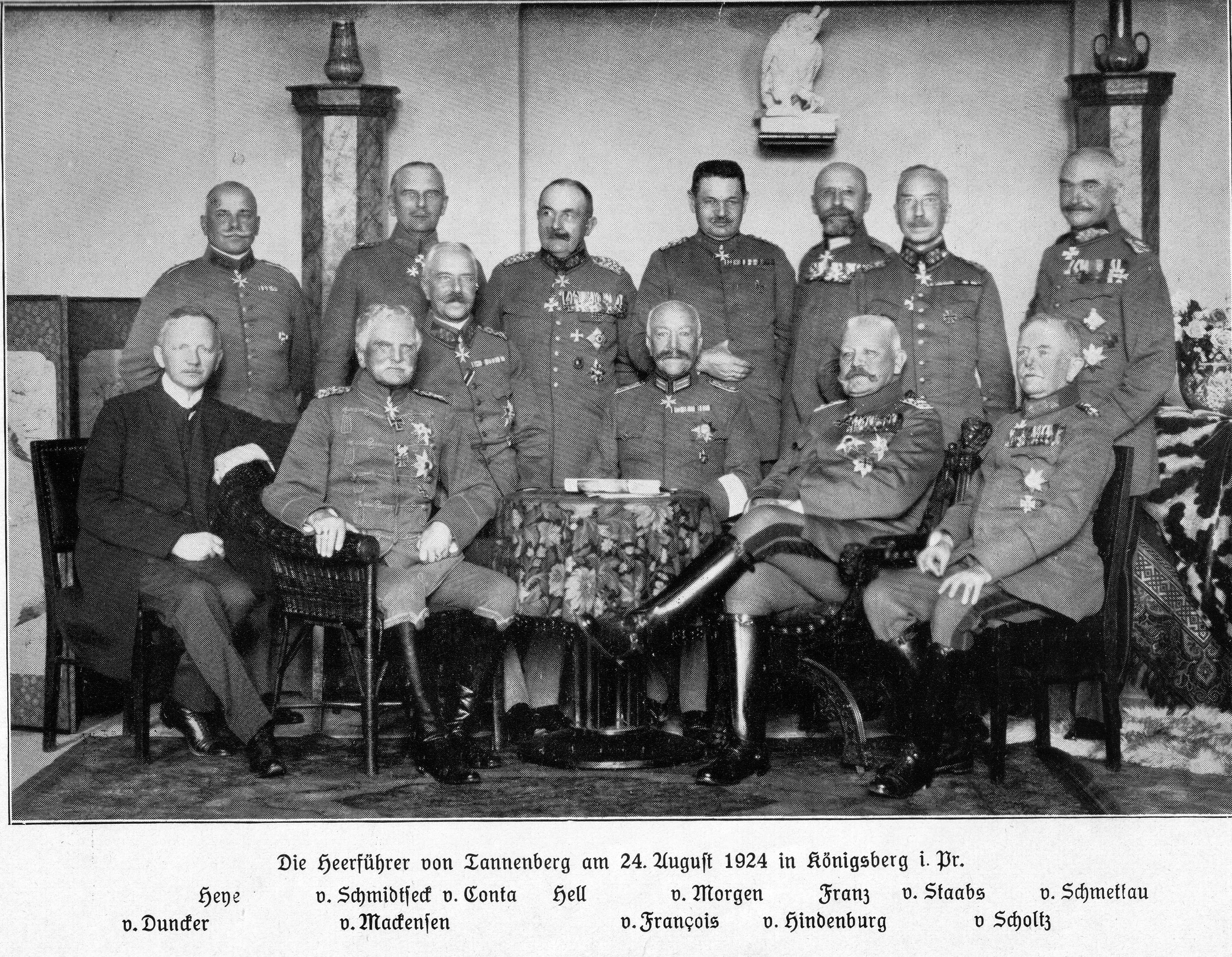
von Schmettow au 10e anniversaire de la bataille de Tannenberg (arrière droit, comme "von Schmettau")

En 1878, Schmettow rejoint le 8e régiment de dragons de l'armée prussienne. Il y est promu sous-lieutenant le 12 octobre 1878 avant de servir de nombreuses années au ministère de la Guerre. D'abord comme adjudant à l'inspection de la remonte, puis comme arbitre. En 1905, après avoir été major dans l'état-major de son ancien régiment, il devient chef du département de cavalerie au ministère de la Guerre. En 1907, il devient commandant du 2e régiment de dragons (pl). L'année suivante, il est promu colonel. En 1911, il est promu général de division et nommé commandant de la 6e brigade d'infanterie. En mai 1914, il est nommé lieutenant général avec la direction provisoire des affaires de l'inspecteur du 4e inspection de cavalerie commandée et officiellement nommée inspecteur en juin.
Au début de la Première Guerre mondiale, Schmettow reçoit le commandement de la 6e division d'infanterie, qui est utilisé sur le front occidental - principalement dans le nord de la France et la Belgique. À l'automne 1914, la division est transférée sur le front de l'Est, où elle combat d'abord dans la Pologne du Congrès au sein de la 9e armée. Au soir du 15 novembre 1914, sa grande unité poursuit l'ennemi jusqu'à Kutno, qu'elle encercle et occupe ensuite sans soutien d'infanterie. Au cours de la campagne, la division combat sur les rivières Rawka, Bzura et Pilica. Au printemps 1915, elle participe aux batailles de Przasnysz et plus tard de Memel et de Tauroggen. Au début de l'été, ils combattent à Mitau, puis à Schaulen et sur la Windau. À cette époque, Schmettow est le chef du 5e haut commandement de cavalerie (de), qui, en plus de sa propre division, comprend également la 2e division de cavalerie.
Le 20 novembre 1916, il reprend le 58e corps nouvellement créé à partir du commandement de la cavalerie, sur le front de l'Est. Le 4 novembre 1917, Schmettow est décoré de l'ordre Pour le Mérite pour ses exploits. Le 6 février 1918, il est nommé général commandant du commandement général adjoint du 8e corps d'armée à Coblence. Après la fin de la guerre, il remet sa démission, qui lui est accordée le 23 novembre 1918.
Schmettow se voit attribuer le caractère de général de cavalerie le 27 août 1939, le Jour de Tannenberg.

### Honneurs
- Pour le Mérite
- Ordre de l'Aigle rouge de 2e classe avec feuilles de chêne[1]
- Étoile de l'Ordre de la Couronne de 2e classe[1]
- Croix de service[1]
- Commandant de 2e classe de l'ordre d'Henri le Lion[1]
- Chevalier de 1re classe de l'ordre d'Albert avec couronne[1]
- Commandant de 2e classe de l'ordre de la Maison ernestine de Saxe[1]
- Chevalier de 1re classe de l'ordre de Frédéric[1]
- Croix de fer (1914) de 2e et 1re classe